# Bob Oksner
Robert S. „Bob“ Oksner (* 14. Oktober 1916 in Paterson, New Jersey; † 18. Februar 2007 in Delray Beach, Florida) war ein US-amerikanischer Comiczeichner.

## Leben und Arbeit
Oksner begann zu Beginn der 1940er Jahre als hauptberuflicher Comiczeichner zu arbeiten. Seine ersten Arbeiten legte er ab 1942 als Zeichner bei dem Verlag Timely Comics vor. Von 1945 bis 1947 gestaltete er den Zeitungscomicstrip Miss Cairo Jones der Sheldon Mayer, einen leitenden Redakteur des Verlages DC Comics auf ihn aufmerksam machte.
Mayer heuerte Oksner als Mitarbeiter des Zeichnerstabs von DC an. In seinen ersten Jahren bei DC übernahm Oksner zunächst diverse Abenteuer-Comicstrips, die sich um die komischen Eskapaden diverser Prominenter der Zeit drehten. So zeichnete er Adventures of Dean Martin and Jerry Lewis, Adventures of Jerry Lewis, Adventures of Bob Hope, The Many Loves of Dobie Gillis, Sgt. Bilko und Pat Boone sowie Welcome Back, Kotter.
Für das King Features Syndicate gestaltete er in den 1950er Jahren die Comicadaptionen der Fernsehcomedysendung I Love Lucy.
In den 1960er Jahren übernahm Oksner die Zeichnerjobs für horror- und fantasygefärbte humoristische Comicserien wie Angel and the Ape und Stanley and His Monster. Sein häufigster Partner bei diesen Projekten war der Autor E. Nelson Bridwell. Als die Nachfrage nach Humor-Comics in den späten 1960er Jahren zurückging, betätigte Oksner sich verstärkt als Zeichner von Superhelden-Serien wie Superman, Supergirl, Wonder Woman, Shazam!, Black Orchid, Lois Lane und – tendenziell eine Rückkehr zum Humorfach – Ambush Bug. Als Autor betreute er zudem ab 1965 zeitweise den, von Irwin Hasen geschaffenen, Comicstrip Dondi. Gemeinsam mit Don Weldon co-entwickelte er zudem den Strip Soozi (1967).
1986 ging Oksner schließlich in den Ruhestand.

## Auszeichnungen
Oksner wurde 1960 und 1961 für seine Arbeit mit dem National Cartoonists Society Award in der Abteilung Comics prämiert. 1970 erhielt er den Shazam Award als bester Zeichner im Segment „Humor“.